# Hunno
Der Hunno (Plural: Hunni), auch Honne oder Elderman war bei den Germanen ein gewählter Anführer einer Gemeinschaft. Er hatte eine Doppelfunktion als Oberhaupt einer Dorfgemeinschaft und als Anführer einer Hundertschaft im Kriegsfall. Das Amt eines Hunno war nicht vererbbar, dennoch war es weit verbreiteter Brauch, den Sohn eines Hunno als Nachfolger zu wählen. Als Kriegsanführer hatte er Anrecht auf einen großen Teil der Kriegsbeute und konnte es sich dadurch leisten, eine Gefolgschaft aus Dienern und den tapfersten Kriegern um sich zu scharen, die ihm treu bis in den Tod folgten.